# Elaeagia
Elaeagia es un género con 30 especies de plantas con flores perteneciente a la familia de las rubiáceas.  Se encuentra en México y América tropical.

## Especies seleccionadas
- Elaeagia alterniramosa Steyerm. (1964).
- Elaeagia arborea D.A.Simpson (1982).
- Elaeagia asperula Standl. ex Steyerm. (1964).
- Elaeagia auriculata Hemsl. (1879).[3]
- Elaeagia mariae Wedd. (1849), denominada en Perú palo María o aceite María[4]
- Elaeagia pastoensis L.E.Mora (1977).
- Elaeagia utilis (Goudot) Wedd. (1849).